# Expédit de Mélitène
Selon le Martyrologium Hieronymianum, saint Expédit (Սուրբ Էքսպեդիտ en arménien) est un soldat romain d’Arménie, peut-être commandant, converti au christianisme et décapité pour cette raison lors des persécutions sous l’empereur Dioclétien en l'an 303 de l’ère chrétienne à Mélitène, en compagnie d'autres premiers martyrs arméniens, Hermogène, Caius, Aristonique, Rufus et Galatas.
Il est honoré le 19 avril par l'Église catholique et l'Église orthodoxe.
Le nom de ce saint le rend intercesseur pour l'expédition rapide des affaires ou dans les causes urgentes. Emblématique de la piété populaire, il est particulièrement vénéré en Allemagne, en France, dans l'île de La Réunion et en Amérique du Sud.

## Réalité du personnage
Il n'y a pas de relique d'Expédit et son existence réelle est, depuis longtemps, remise en cause.

### La position de l’Église catholique
Son nom figure au plus ancien martyrologe, celui de l’Église indivise, il est à ce titre vénéré dans l'Église grecque.
Le culte de saint Expédit, sous le nom d’Elpide ou Ilpide, se serait développé en Allemagne au XVIIe siècle. En 1781, il fut proclamé patron secondaire d'Acireale en Sicile.
Certaines autorités de l’Église s’interrogent sur son existence réelle et l'historien d'art Louis Réau rapporte que le pape Pie X avait « rayé, en 1906, son nom du martyrologe et prescrit, sans succès, l'enlèvement de ses images dans les églises. »

### La légende des religieux et du colis anonyme
Il existe à La Réunion une légende, colportée par Prosper Ève, racontant que saint Expédit aurait été inventé par erreur par un groupe de sœurs de l'île de La Réunion qui reçurent de Rome des reliques emballées dans un paquet sur lequel était écrit « in expedito », et sans mention de quel saint provenaient ces reliques. Mais cette légende est plus ancienne puisqu'on trouve déjà, en 1910, chez Christian Morgenstern, une première version allemande de la légende des religieuses qui reçoivent un colis anonyme et l'attribuent à saint Expeditus.

### Signification du nom et intercession
Le terme latin expeditus signifiant initialement dégagé ou disponible s'appliquait à un soldat armé légèrement, prêt à donner l'assaut dans une expédition guerrière. Le sens de cet adjectif évolua au cours du temps vers rapide, prompt, véloce, voire prêt, efficace.
Selon Henri Gaidoz, pour les Bollandistes son nom figure parmi les premiers martyrs arméniens et son aptitude à intercéder pour les cas d'urgence serait due à un jeu de mots sur son nom (expeditus = prêt, efficace).
Saint emblématique de la piété populaire, des croyants se réfèrent encore à lui afin qu’il interfère dans les procès qui s’éternisent. Il est aussi le saint patron des écoliers et des étudiants, des affaires, des candidats au permis de conduire,.

## Culte

### Hagiographie et iconographie

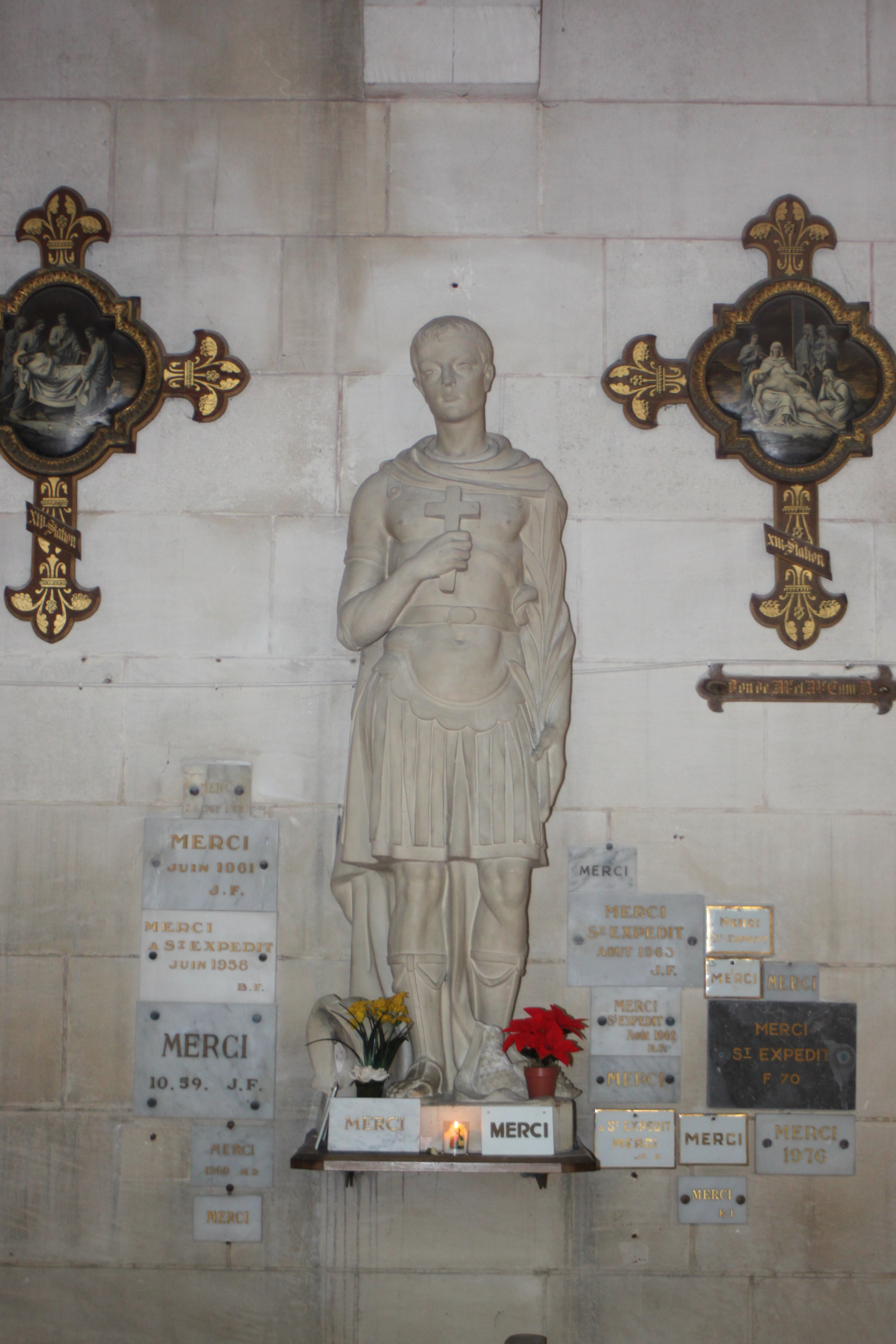
Saint Expédit, Royan, chapelle Notre-Dame-des-Anges.

Selon Prosper Ève, Expédit était sur le point de se convertir au christianisme quand le diable, prenant la forme d’un corbeau, arriva en criant : « Cras ! Cras ! Cras ! » (« Cras », en latin, signifie « demain »). Ne voulant pas retarder sa conversion, Expédit l’écrasa en criant à son tour : « Hodie ! Hodie ! Hodie ! » (« aujourd'hui ! »).

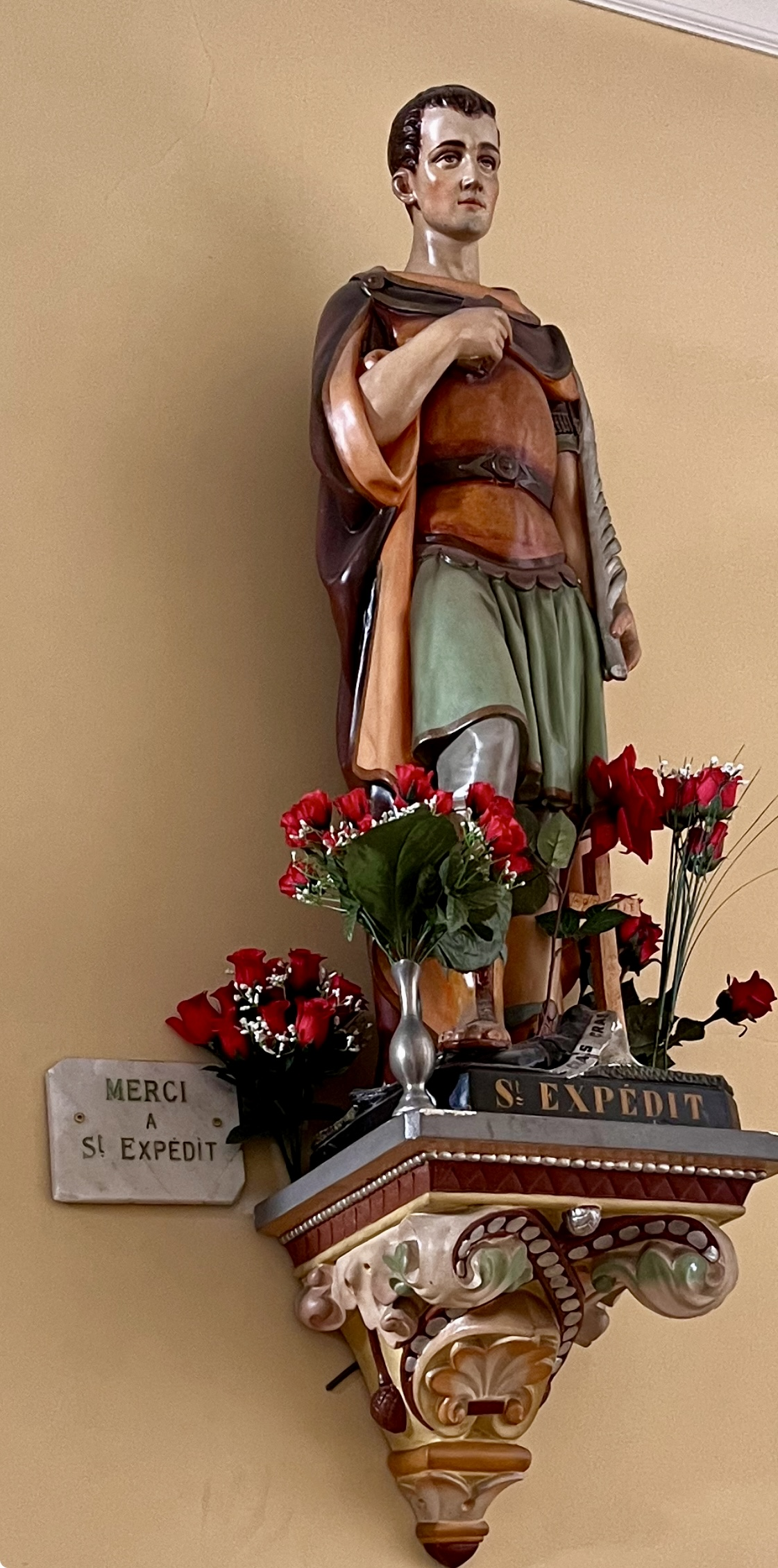
Saint-Expédit, Église Saint-François-de-Sales, Nîmes.

Expédit est donc souvent représenté avec la chlamyde des soldats romains, portant la palme du martyre, une petite croix dans la main droite en signe traditionnel de son martyre et de sa sa foi, avec l'inscription « Hodie », et écrasant corbeau avec la mention « Cras »,.

### Saint Expédit à La Réunion

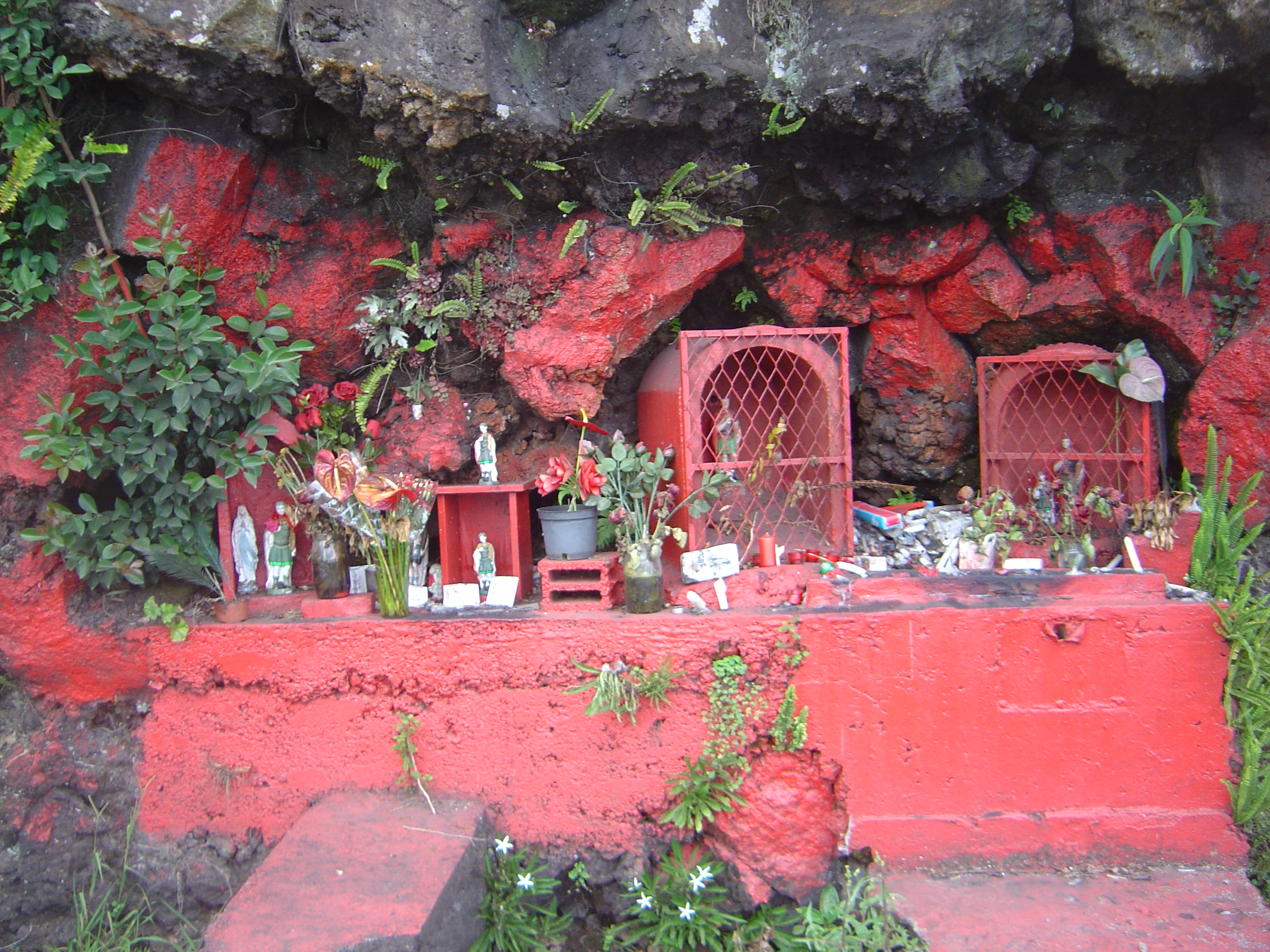
Un oratoire, le long d’une route des Hauts de La Réunion.

Depuis que son culte y a été introduit, dans les années 1930, saint Expédit est particulièrement prié à La Réunion, département français de l’océan Indien. Il s’agit d'un syncrétisme mêlant l’héritage catholique aux croyances venues de Madagascar ou d’Inde. Saint Expédit apparaît, en vérité, comme un ultime recours à beaucoup de monde, principalement aux déshérités de la société réunionnaise. Le culte de saint Expédit est destiné à lui demander une faveur : trouver du travail, gagner de l’argent ou d’autres choses plus ou moins importantes mais toujours avec une notion de promptitude dans l’exécution de la demande.
De très nombreux oratoires sont construits à son intention le long des routes, spécialement dans les Hauts. Ils sont généralement de taille suffisante pour accueillir une statue de légionnaire romain de quelques dizaines de centimètres de haut. Il en existe cependant de plus grands pouvant contenir plusieurs statues (par exemple, à Trois-Mares), des bougies, des fleurs rouges, etc. Ils sont toujours peints en rouge sang. Les ex-voto remerciant le saint n’y sont pas rares.
Les dévots demeurent difficiles à dénombrer, le culte de saint Expédit étant socialement dévalorisé et la fréquentation des oratoires se fait en secret. Mais leur bon entretien demeure un indice de l’audience persistante du saint. 
Le culte de saint Expédit s’est développé à La Réunion à partir de l’église Notre-Dame-de-la-Délivrance, à Saint-Denis, qui a accueilli la première statue du saint installée dans l’Île. Il y a également une statue du saint à Saint-Leu, à l’église Notre-Dame-de-la-Salette.

### Saint Expédit en Espagne
En Espagne, une tradition populaire l'associe aux fêtes de la Semaine Sainte et de la Toussaint à Madrid et à Séville, où il est d'usage de cuisiner des pâtisseries frites nommées huesos de san Expedito (es) (ossements de saint Expédit).

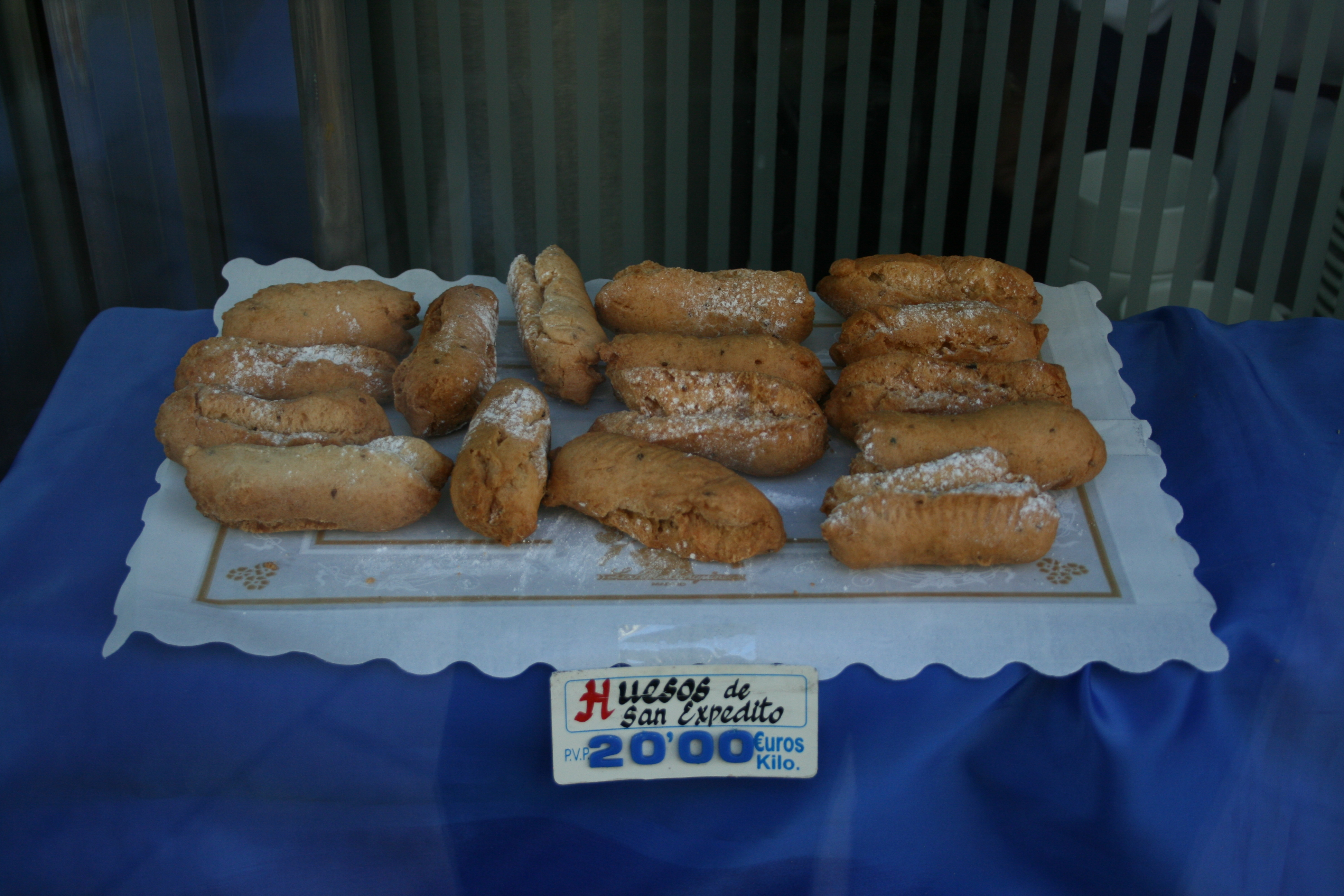
Pâtisserie traditionnelle espagnole appelée ' à Madrid.

### Saint Expédit en Amérique du sud
Saint Expédit est vénéré dans certains pays d'Amérique du Sud, dont l'Argentine et le Chili. Dans la ville de Buenos Aires, le jour de sa fête, une procession traverse la ville jusqu'à la paroisse Nuestra Señora de Balvanera (es).

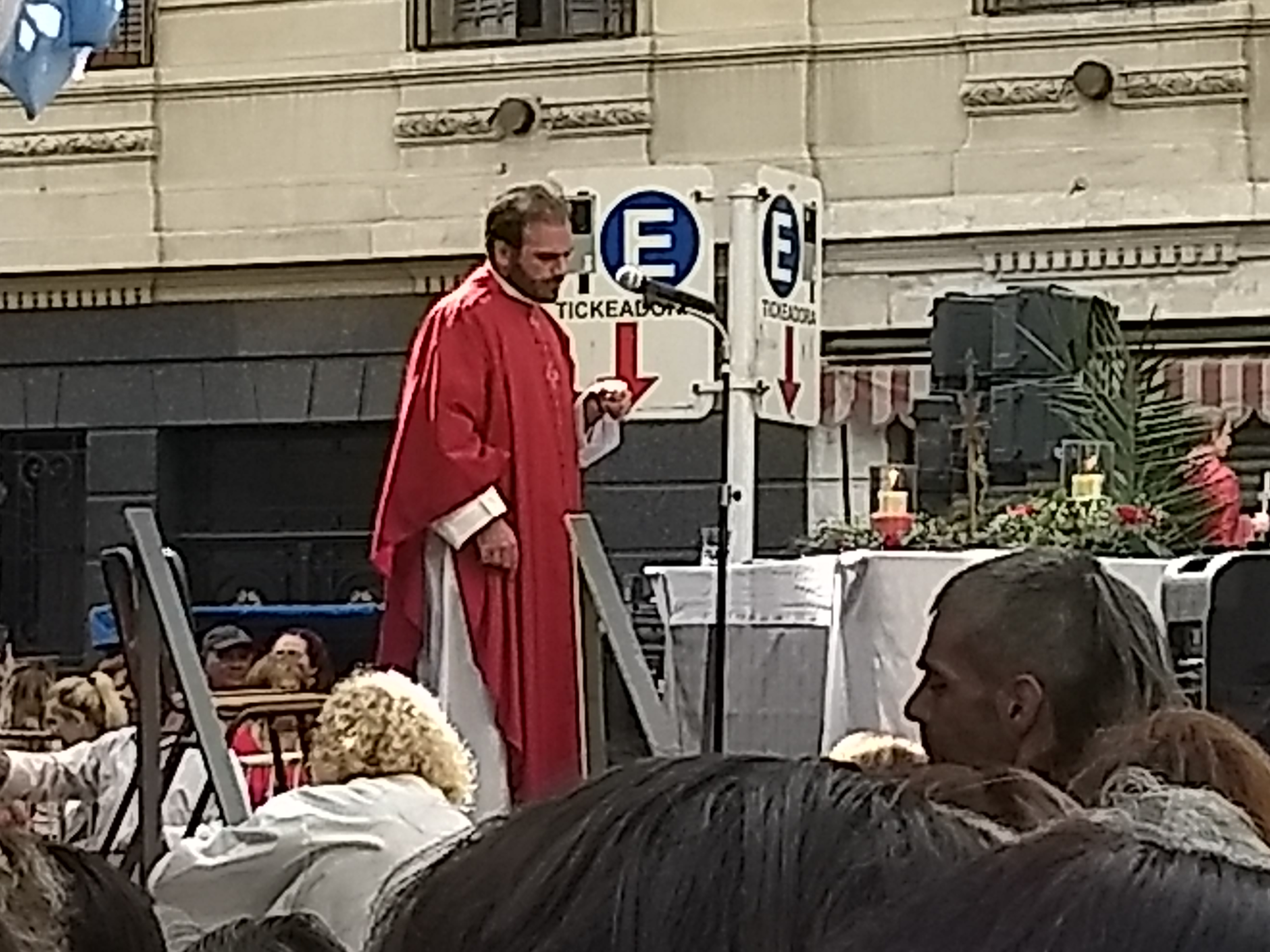
Procession de saint Expédit à Buenos Aires en 2018.

Il est très populaire au Brésil, où il est le saint patron de la Police militaire de l'État de São Paulo. Il est surtout connu depuis la fin des années 1990, lorsque Renato Geraldes, un imprimeur de São Paulo, a promis de diffuser son nom partout après avoir reçu la grâce. Sa fête donne lieu à de nombreuses manifestations, notamment dans le village qui porte son nom (Santo Expedito, État de São Paulo).

### Saint Expédit dans la littérature
Dans Les Combattants du petit bonheur, Alphonse Boudard décrit un culte de saint Expédit dans un Paris populaire, au milieu du XXe siècle.

### Saint Expédit à l’écran
- Saint Expédit fait l'objet d'un documentaire intitulé Sur les chemins de saint Expedit de Pascal Benbrik, diffusé par la chaîne KTO. L'historien Prosper Eve et Monseigneur Gilbert Aubry, évêque de la Réunion y détaillent les véritables origines du culte et son lien étroit avec le dialogue inter-religieux[14].
- Saint Expédit est le sujet du documentaire Cachez ce Saint !, sur les traces d’Expédit. Ce film de 52 minutes détaille la manière dont le culte du saint s’est répandu, à partir d'une « vulgaire faute de frappe »[15].
- On en parle également dans la série française Les Monos, notamment dans l'épisode La Loi du plus fort de la saison 6 tournée à La Réunion.
- Dans le film Un drôle de paroissien, réalisé par Jean-Pierre Mocky et sorti en 1963, le premier tronc d’église choisi par Bourvil est celui de saint Expédit.
- André Bonzel, dont la famille s'appelait initialement Expédit, en parle dans son documentaire autobiographique Et j'aime à la fureur.